# Маргари
Маргари (на македонска литературна норма: Маргари) е село в община Долнени на Северна Македония.

## География
Селото е разположено в Прилепското поле, северозападно от град Прилеп в югоизточните поли на Даутица.

## История
В XIX век Маргари е село в Прилепска каза на Османската империя. Църквата в селото „Света Богородица“ е от 1810 година и е дело на Яков Зографски. „Етнография на вилаетите Адрианопол, Монастир и Салоника“, издадена в Константинопол в 1878 година и отразяваща статистиката на населението от 1873 година Маргарит (Margarite) е посочено като село с 15 домакинства и 65 жители българи.
Според статистиката на Васил Кънчов („Македония. Етнография и статистика“) от 1900 година Маргари е населявано от 230 жители българи християни.
На Етнографската карта на Битолския вилает на Картографския институт в София от 1901 година Маргари е чисто българско село в Прилепската каза на Битолския санджак с 32 къщи.
В началото на XX век цялото население на селото е под върховенството на Българската екзархия. По данни на секретаря на екзархията Димитър Мишев („La Macédoine et sa Population Chrétienne“) в 1905 година в Маргари има 200 българи екзархисти и функционира българско училище.
По време на Първата световна война Маргари е включено в Костинската община и има 257 жители.
На етническата си карта на Северозападна Македония в 1929 година Афанасий Селишчев отбелязва Маргаре като българско село.
Според преброяването от 2002 година Маргари има 27 жители македонци.

## Личности
Родени в Маргари
- Димитър Миленков, македоно-одрински опълченец, 32-годишен, земеделец; несторева рота на 4-та Битолска дружина 2.X.1912 година

Починали в Маргари
- Данило Бутлев , кметски наместник в периода от 1941 до 1944 година[10]
- Кръстьо М. Шишков, български военен деец, капитан, загинал през Първата световна война[11]
- Тодор Бутлев, убит на 5 август 1905 година от четата на сърбоманския войвода Глигор Соколов
- Тоде Хаджията, убит на 13 март 1903 година[12]